# Loch Shin
Loch Shin (Escocès gaèlic: Loch Sìn, pronunciat [ɫ̪ɔx ʃiːn]) és un loch al nord-oest dels Highlands. Al sud del llac es troba la petita ciutat de Lairg. El loch és el més gran dins del comtat de Sutherland, amb una llargada de 17 milles (27.2 quilòmetres).
En el 1950s, el nivell del loch va ser aixecat per damunt dels 30 peus (10 metres) per la construcció del Lairg Dam per formar part d'un hidro-esquema elèctric.
Al voltant del loch hi ha algunes serralades; les més destacades són el Ben More Assynt (998 m.) a l'oest i el Ben Klibreck (962 metres) a l'est. El loch desguassa al Mar del Nord a través del riu Shin que alimenta al Dornoch Firth.
Tres milles al nord de Lairg hi ha un monument per recordar un intent primerenc de domar els Highlands. Durant el 1870s, el Duc de Sutherland va llaurar aproximadament 2,000 acres (8 km²), però la indústria mai va premiar allò. Avui l'àrea al voltant del loch és un dels centres d'agricultura més importants per ovelles dins d'Escòcia.